# Ashley Graham (Model)

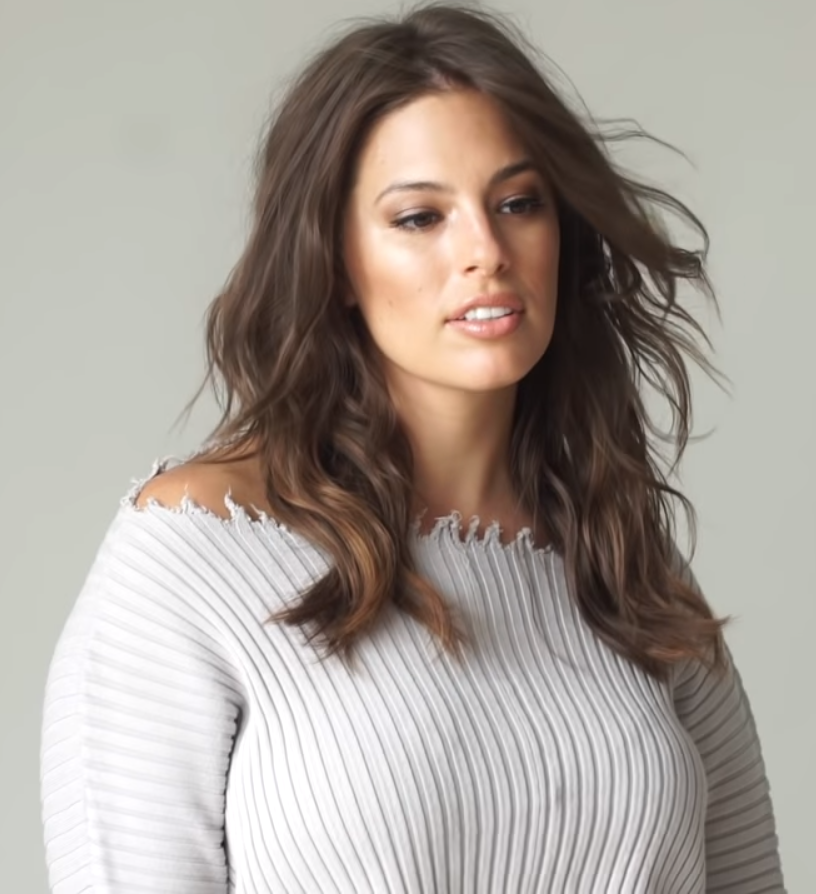
Ashley Graham (2018)

Ashley Graham (* 30. Oktober 1987 in Lincoln, Nebraska) ist ein US-amerikanisches Model. Mit einem Body-Mass-Index von 25,1 wird sie zumeist als so genanntes Plus-Size-Model (Übergrößenmodel) gebucht und war Anfang 2016 das erste „Plus-Size“-Model, das in der Swimsuit (Bademoden)-Ausgabe der Sports Illustrated abgebildet wurde. Sie ist das bekannteste Model der Modemarke Lane Bryant.
Graham steht in der Öffentlichkeit zu ihrem Körper und widersetzt sich mit ihrem Auftreten dem in der Modelbranche verbreiteten Magerbild.

## Leben
Graham wuchs mit ihren beiden jüngeren Schwestern in Lincoln, Nebraska auf. Im Alter von zwölf Jahren wurde sie in einem Einkaufszentrum entdeckt und erhielt erste Engagements als Model. Im Alter von 15 Jahren wurde ein Modelfotograf auf sie aufmerksam.
Als Graham 17 war, wurde Gary Dakin bei seiner Suche nach Models für eine neue Werbekampagne des Automobilherstellers Ford auf sie aufmerksam und er verglich sie mit Eva Mendes. Durch die Ford-Werbung wurde sie schließlich von Lane Bryant entdeckt. Dort tauchte sie in einer neuen Werbung auf und wurde durch den großen medialen Erfolg dieser Werbung international bekannt. Ab 2010 war sie auf mehreren insbesondere US-amerikanischen Modemagazinen wie Elle, Vogue, Harper’s Bazaar und Glamour abgebildet.
2013 begann Graham für das kanadische Unternehmen Addition Elle Unterwäsche zu entwerfen. Eine von ihr designte Kollektion stellte Graham 2016 auf der New York Fashion Week vor.
Am 9. Februar 2016 war Graham schließlich auf dem Cover der Sports Illustrated Swimsuit Issue abgebildet. 2016 war Graham ebenfalls auf dem Titelbild der Cosmopolitan.
Seit der 23. Staffel der US-amerikanischen Fernsehsendung America’s Next Top Model ist Graham Jurorin in der Sendung.
Graham ist seit 2010 mit dem Filmemacher Justin Ervin verheiratet. 2023 war Graham Gastjurorin bei Germany’s Next Topmodel.